# پوکیپسی (نیویورک)
پوکیپسی (به انگلیسی: Poughkeepsie) شهری در شهرستان داتچیز ایالت نیویورک است که در سرشماری سال ۲۰۱۰ میلادی، ۲۹۸۷۱ نفر جمعیت داشته‌است. پوکیپسی، به‌طور رسمی در تاریخ ۱۸۵۴ میلادی به‌عنوان یک شهر شناخته شد.